# Barabinszki járás

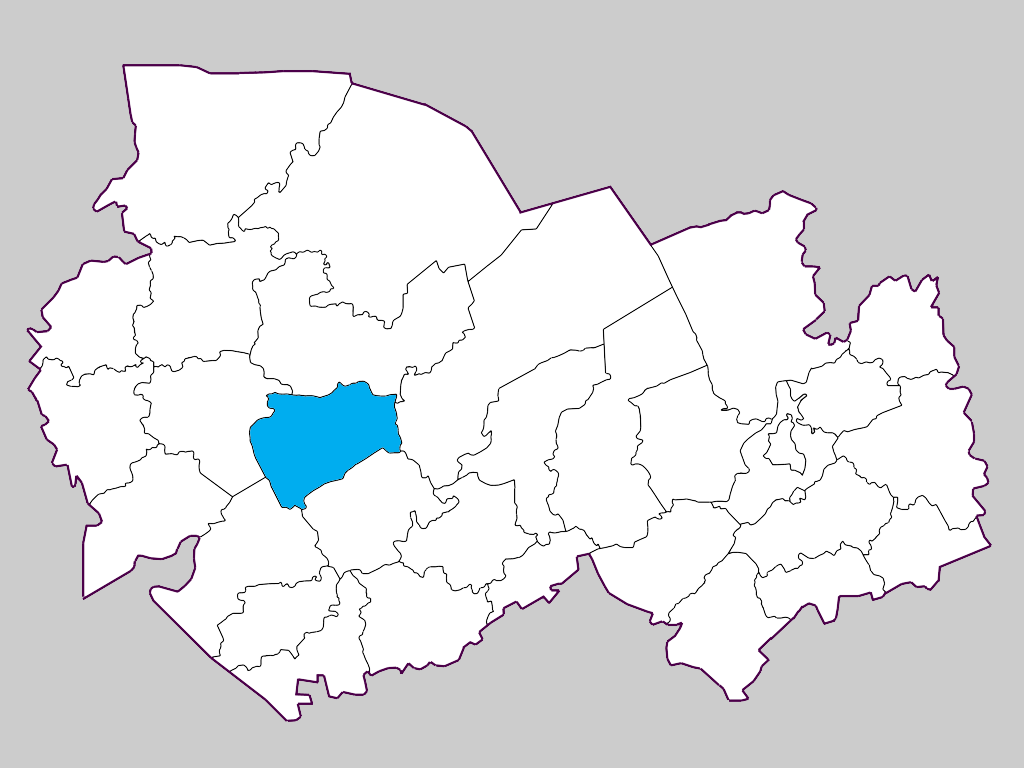
A Barabinszki járás a Novoszibirszki területen

A Barabinszki járás (oroszul Барабинский район) Oroszország egyik járása a Novoszibirszki területen. Székhelye Barabinszk.

## Népesség
- 1989-ben 18 279 lakosa volt.
- 2002-ben 17 126 lakosa volt.
- 2010-ben 44 563 lakosa volt, melyből 41 411 orosz (93,8%), 944 tatár (2,1%), 806 német (1,8%), 183 kazah, 154 ukrán, 124 örmény, 73 csuvas, 56 fehérorosz, 55 azeri, 49 cigány, 48 mari, 44 udmurt, 39 üzbég, 24 ezid, 17 mordvin, 17 tadzsik, 16 moldáv, 11 ingus, 10 litván stb.